# Polydore Veirman

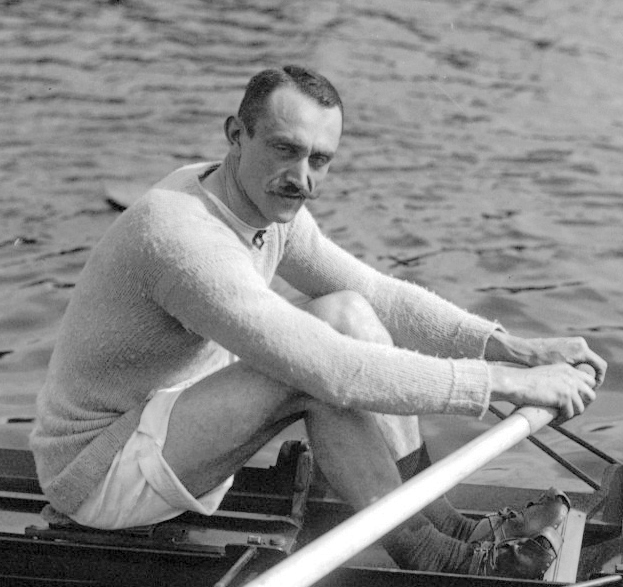
Polydore Veirman, 1913

Polydore Jules Léon Veirman (* 23. Februar 1881 in Gent; † 1951) war ein belgischer Ruderer, der zweimal Olympiazweiter wurde.
Polydore Veirman ruderte für die Koninklijke Roeivereniging Club Gent. Dieser Verein stellte mehrfach den Achter, der Belgien bei den Europameisterschaften vertrat. Von 1897 bis 1910 gewann der belgische Achter zwölfmal den Titel bei den Europameisterschaften, lediglich 1905 und 1909 siegte das französische Boot. Polydore Veirman saß 1901, 1907 und 1908 im siegreichen Boot. Bei den Olympischen Sommerspielen 1908 in London traten im Finale der vier Bootsklassen jeweils zwei Boote gegeneinander an. Der Genter Achter mit Polydore Veirman erreichte als einziges ausländisches Boot ein Finale und unterlag dort der Crew vom Leander Club. 
Veirman hatte neben seinen drei Erfolgen im Achter bei den Europameisterschaften 1908 und 1909 mit dem Vierer mit Steuermann den zweiten Platz belegt, bevor er in den Einer wechselte. Bei den Europameisterschaften 1911 belegte er den zweiten Platz hinter dem Italiener Giuseppe Sinigaglia, 1912 gewann Veirman vor Sinigaglia. Bei den Olympischen Spielen 1912 in Stockholm traten im Einer vierzehn Ruderer an, Sinigaglia war nicht am Start. Ins Finale kamen wie vier Jahre zuvor in jeder Bootsklasse nur zwei Boote, Veirman erreichte das Finale, unterlag dort aber dem Briten William Kinnear.